# Fachbibliografie
Die Fachbibliografie ist eine Bibliografie, die nur Publikationen eines bestimmten Fachgebiets, z. B. eines Wissenschaftsfachs oder Teilgebiets davon, verzeichnet.
Für Bibliografien interdisziplinärer oder eng begrenzter Sachgebiete werden die Begriffe thematische Bibliografie oder Spezialbibliografie verwendet. Oft enthalten Fachbibliografien als so genannte Titelbibliografien nur die Titelaufnahme und eventuell eine Annotation (Inhaltsbeschreibung). Fachbibliografien enthalten in der Regel eine Auswahl von unselbstständiger sowie internationaler Fachliteratur.
Gedruckte Fachbibliografien werden unterschieden in abgeschlossene, auch retrospektive, Fachbibliografien, die die Fachliteratur für einen größeren, jedoch bereits geschlossenen Zeitraum enthalten, sowie in laufende, auch periodische, Fachbibliografien, die regelmäßig wichtige publizierte Neuerscheinungen anzeigen und auf Grund ihrer Aktualität für die Wissenschaft, Forschung und Praxis von größerer Bedeutung sind.
Insbesondere für wissenschaftliche Arbeiten ist dabei die Aktualität von großer Bedeutung. Wird in wissenschaftlichen Arbeiten (z. B. Promotionen, Masterthesis, Bachelorthesis) auf Bibliografien referenziert, so ist – neben grundlegenden Bibliografien, die auch älteren Datums sein können – auf eine möglichst hohe Aktualität der Daten zu achten.